# Mount Verhaegen
Mount Verhaegen är ett berg i Antarktis. Det ligger i Östantarktis. Norge gör anspråk på området. Toppen på Mount Verhaegen är 2 300 meter över havet.
Terrängen runt Mount Verhaegen är platt åt nordväst, men åt sydost är den kuperad. Trakten är obefolkad. Det finns inga samhällen i närheten.